# Група вікових лип (Яворів)
Гру́па вікови́х лип — ботанічна пам'ятка природи місцевого значення в Україні. Розташована в межах міста Яворів Львівської області, при вулиці Гребінки.
Площа 0,05 га. Статус присвоєно згідно з рішенням Львівської облради від 9.10.1984 року № 495. Перебуває у віданні міськкомунгоспу.
Статус присвоєно для збереження кількох екземплярів старовікових лип.